# Râul Bisocuța
Râul Bisocuța este un curs de apă, afluent al râului Plavățu. 

## Hărți
- Harta Județului Buzău